# St. Servatius (Siegburg)

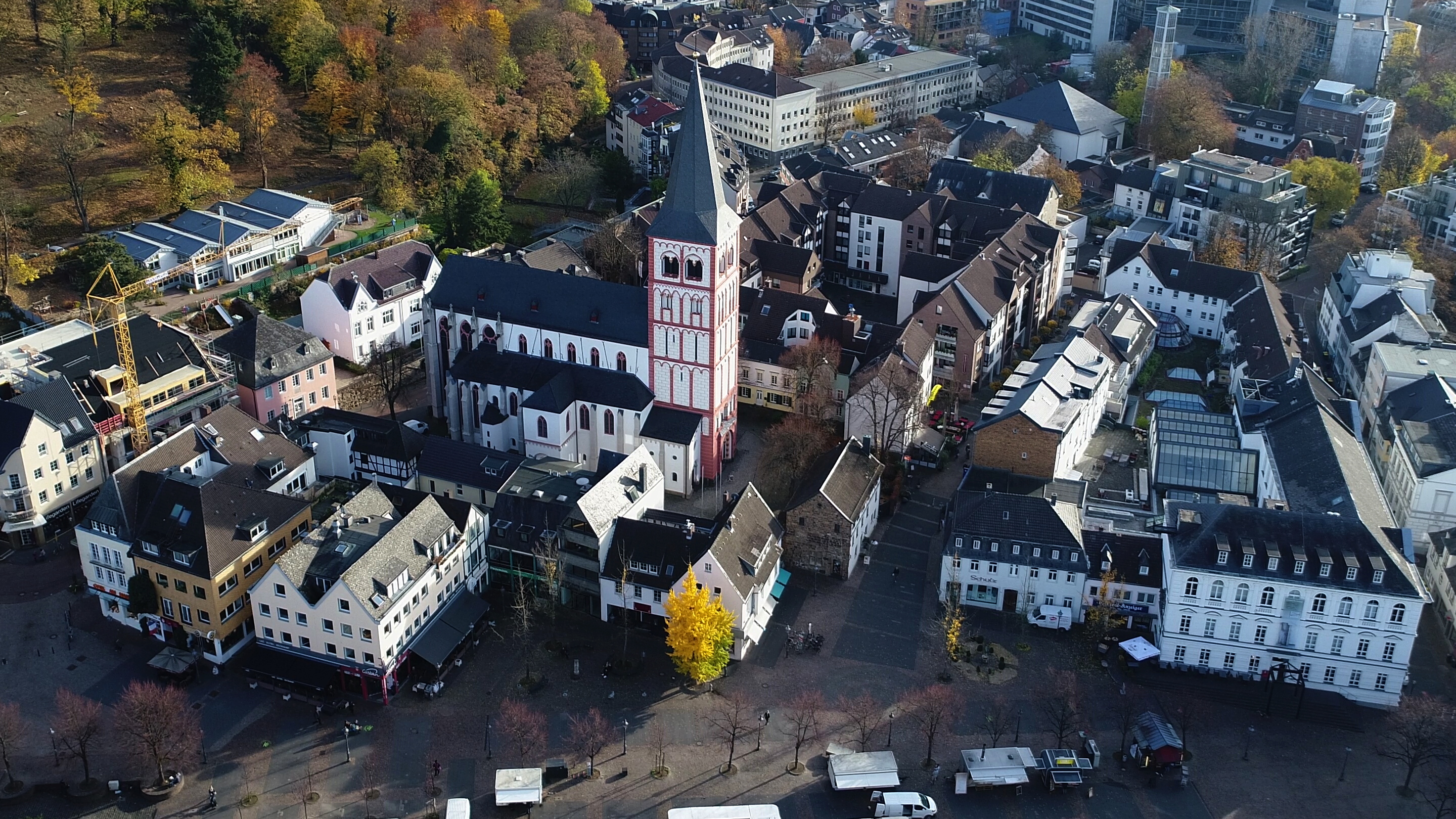
St. Servatius aus der Vogelperspektive (2018)

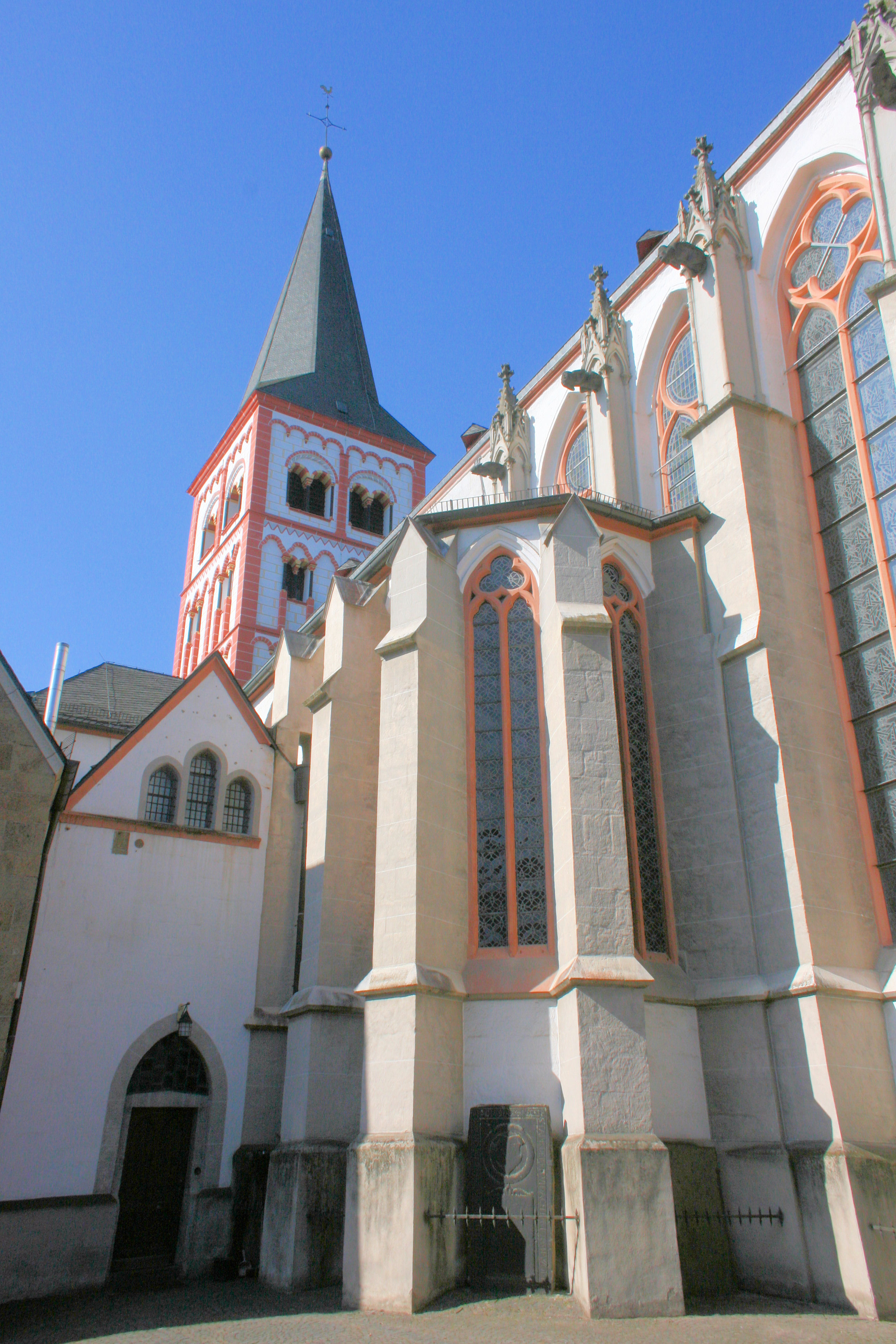
St. Servatius

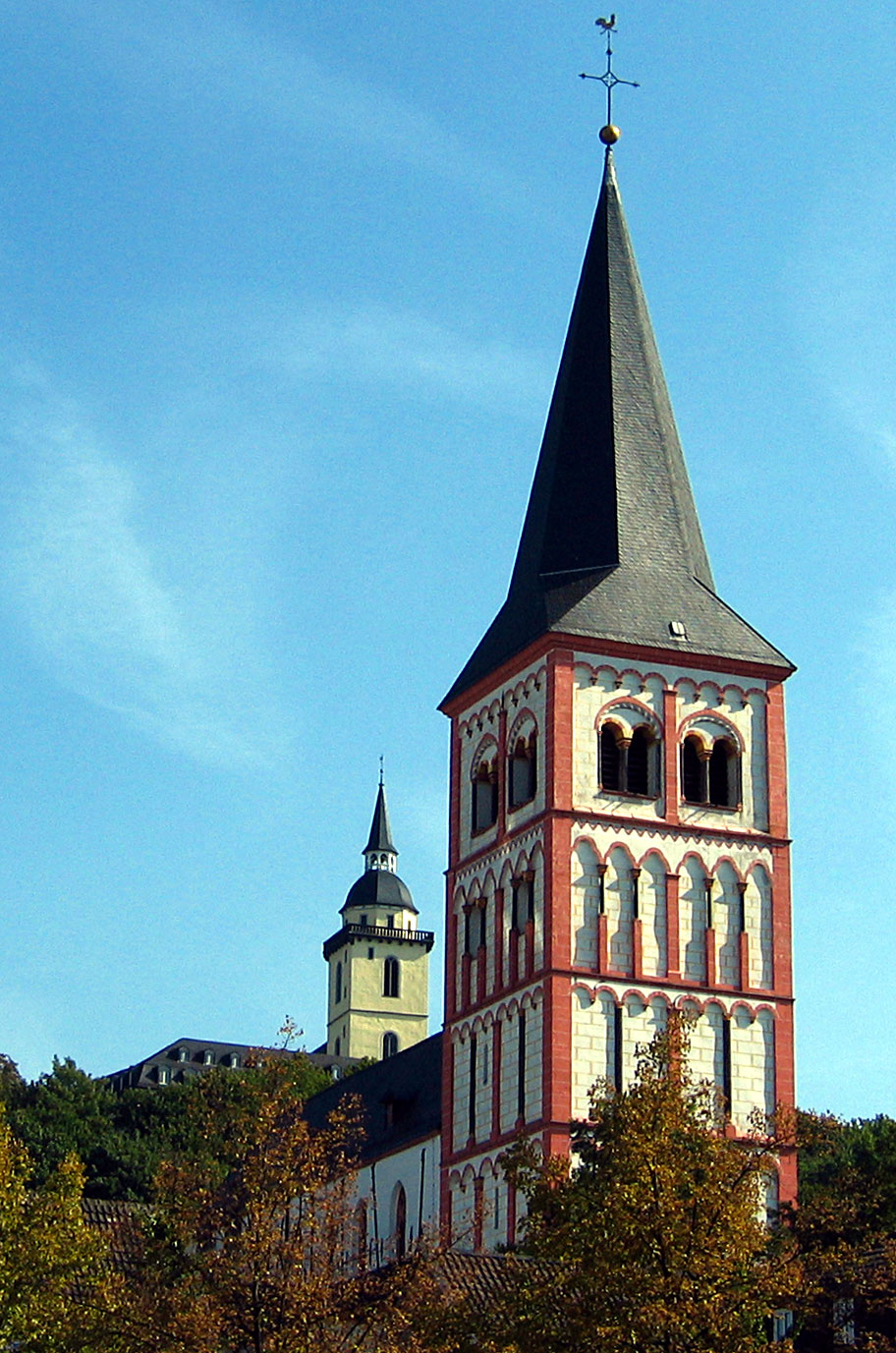
Turm mit Abtei Siegburg im Hintergrund

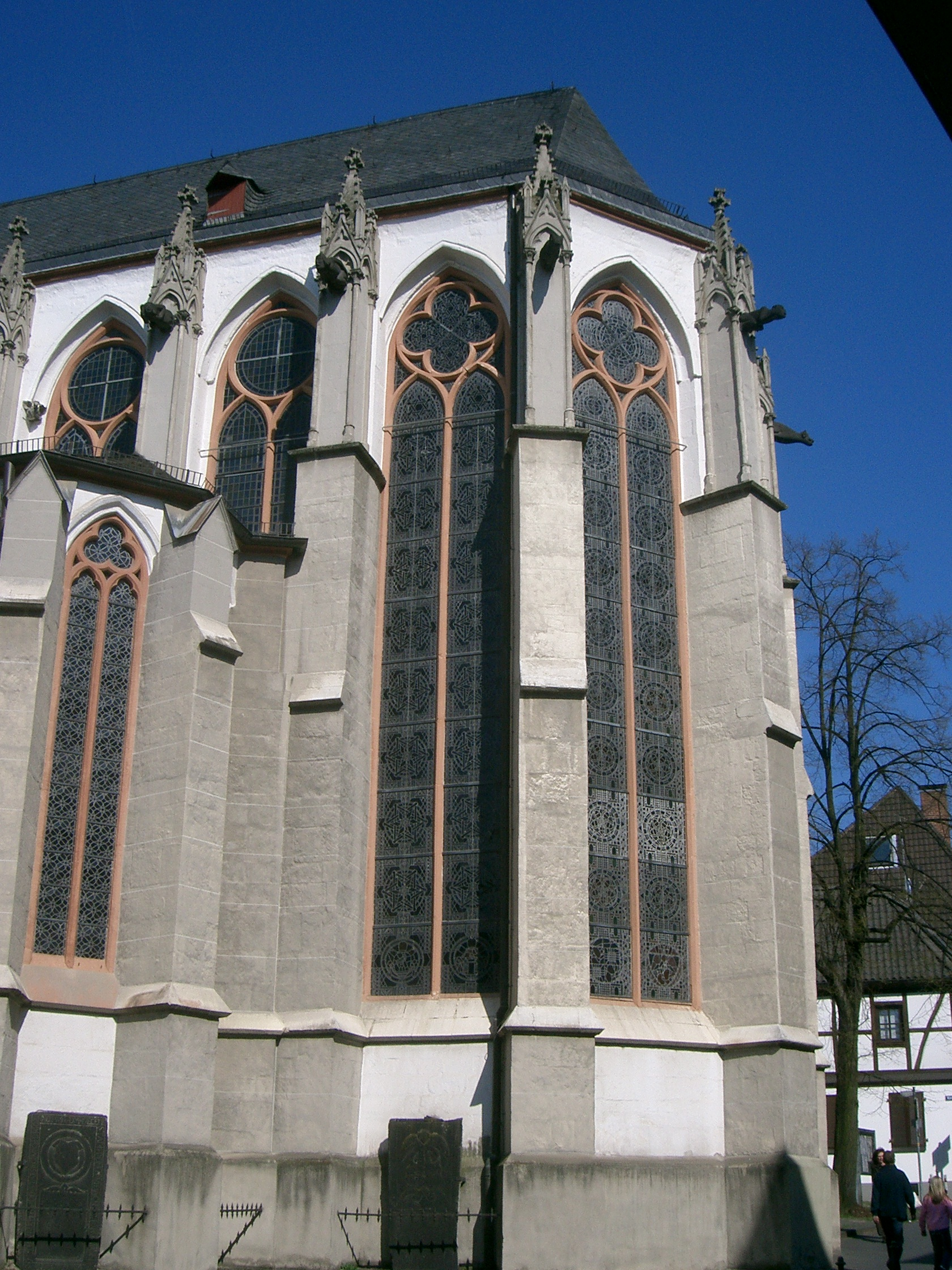
Chor

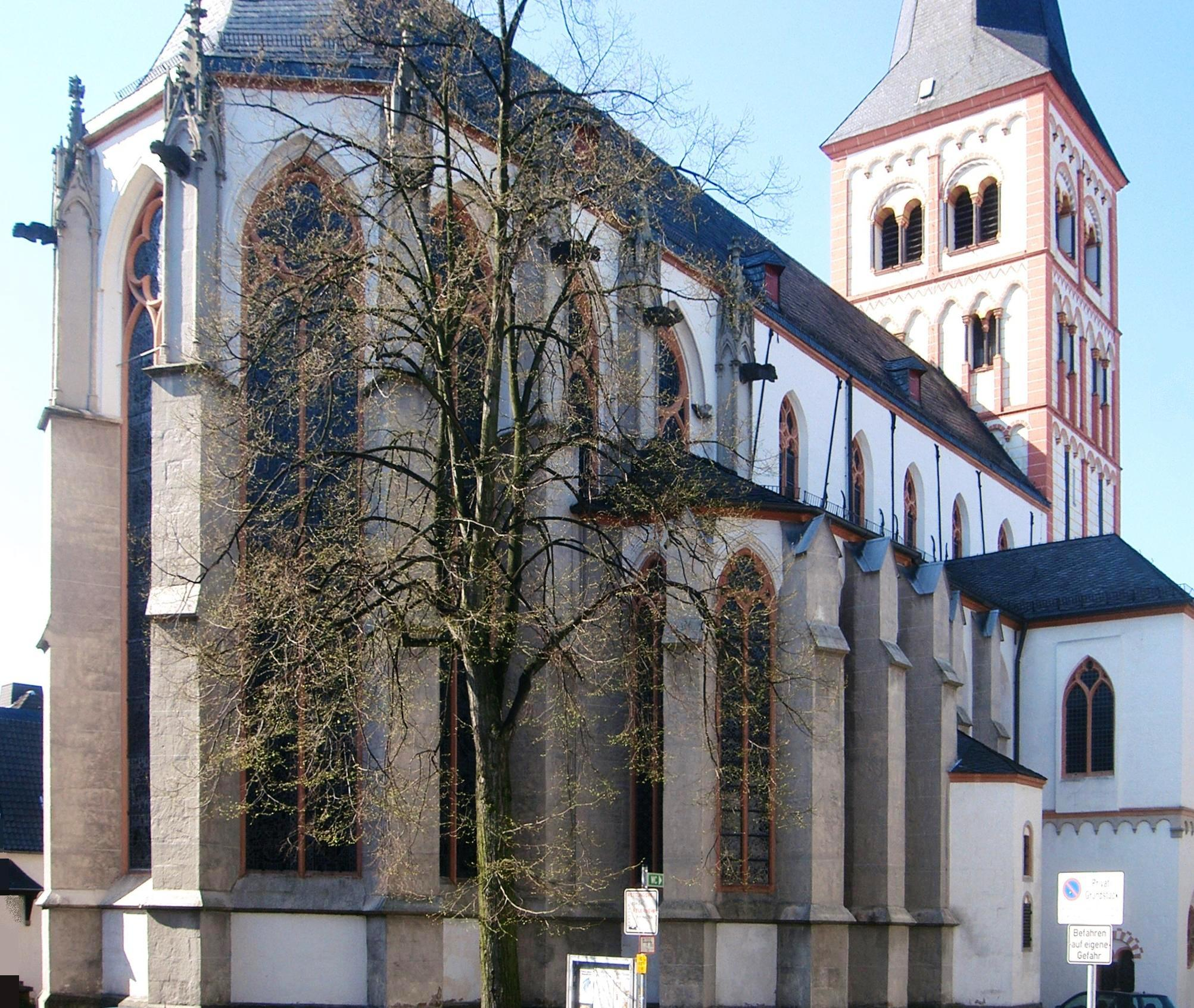
Ansicht von Nordosten

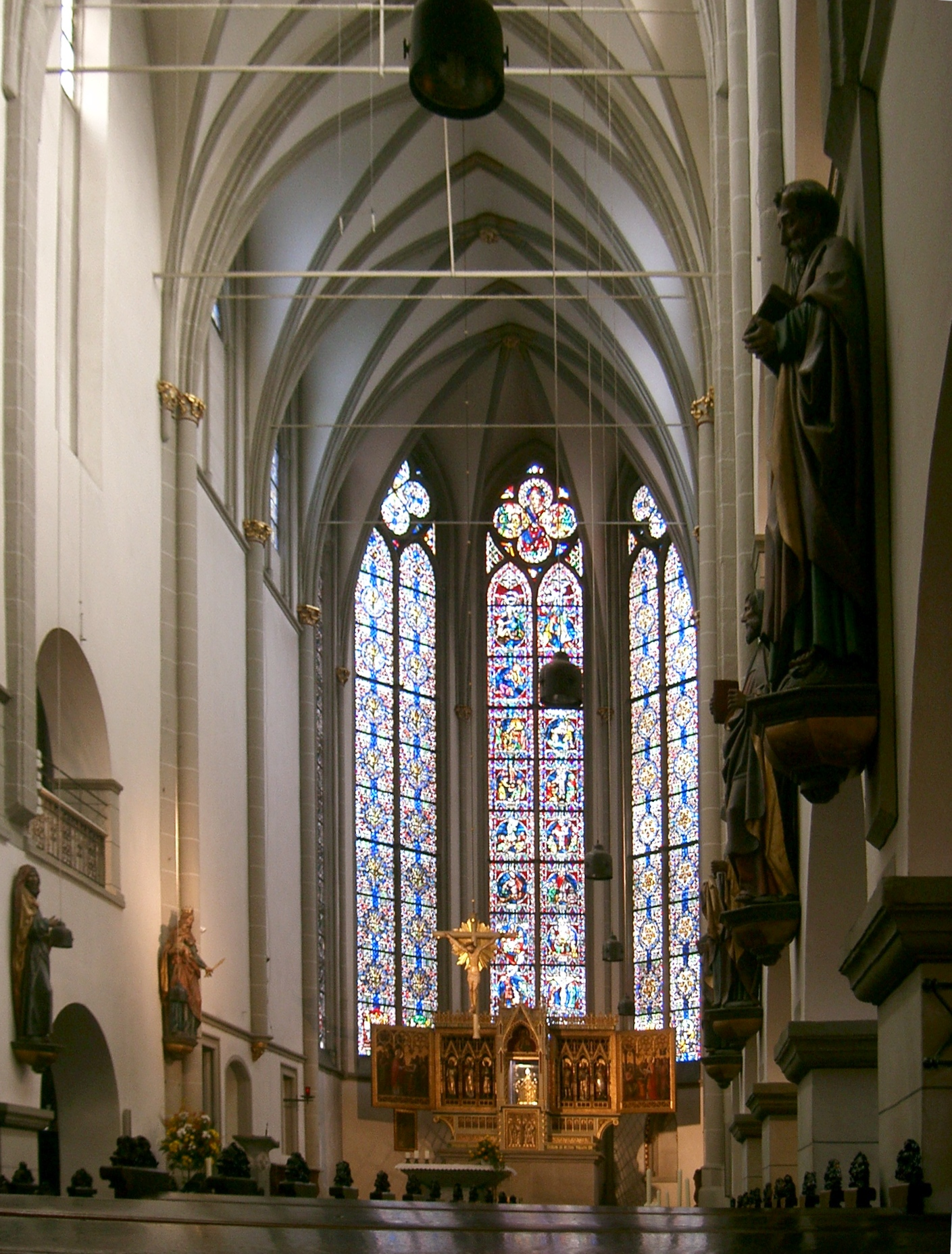
Innenansicht

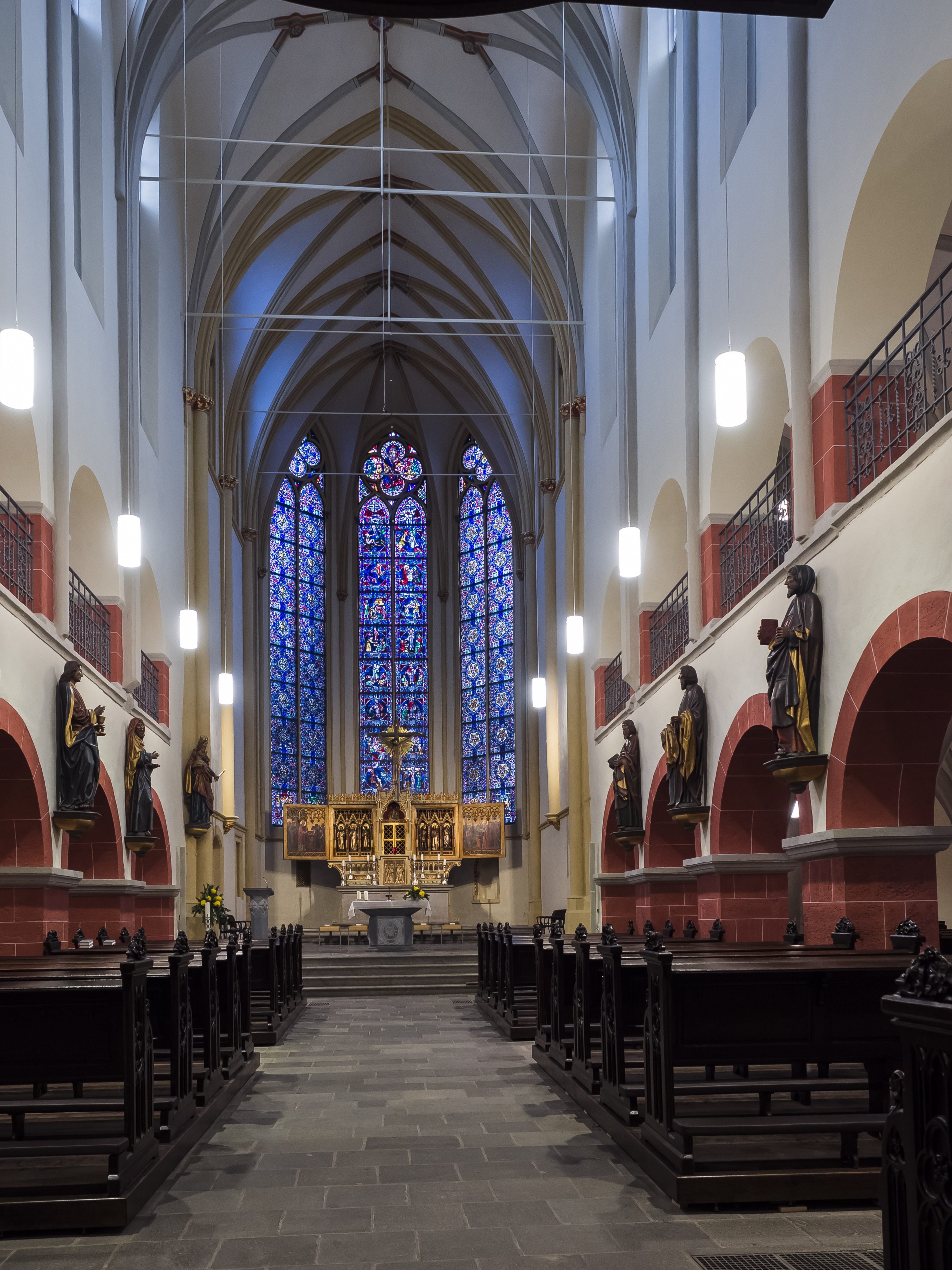
Innenansicht 2015 nach der Renovierung

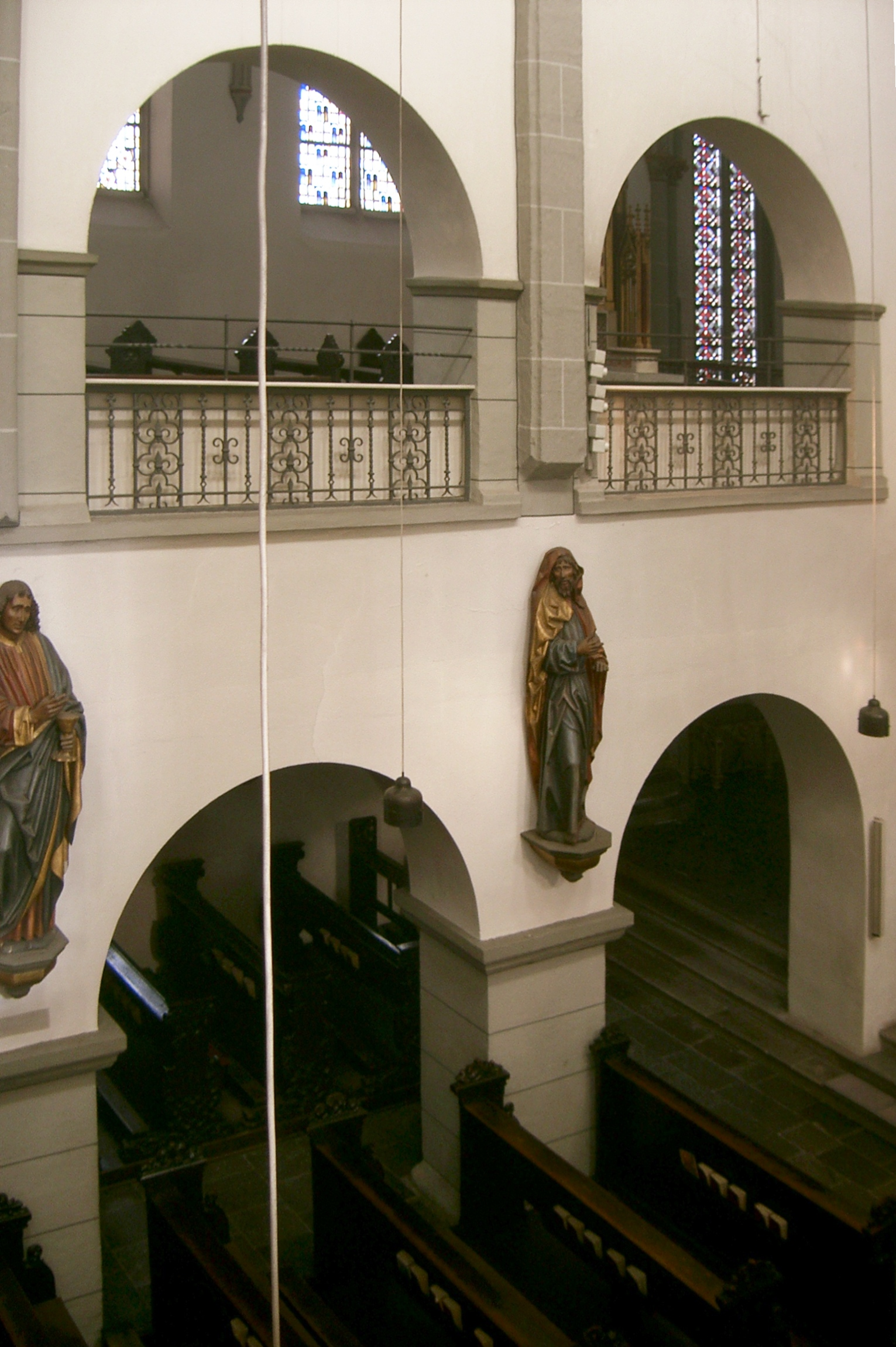
Langhauswand

Die katholische Pfarrkirche St. Servatius ist ein denkmalgeschütztes Kirchengebäude in Siegburg. Der Chorbau ist ein frühes Beispiel einer Rezeption der hochgotischen Architektur des Kölner Doms und wurde seinerseits in Nachfolgebauten wie der Stiftskirche von Vilich und dem etwa gleichzeitigen Mönchengladbacher Münster übernommen. Die Kirche ist reich ausgestattet und enthält bedeutende mittelalterliche Kunstwerke in der Schatzkammer. Sie gehört zur Gemeinde St. Servatius Siegburg im Erzbistum Köln.

## Geschichte
Die erste Pfarrkirche wurde um 1169 durch einen Neubau ersetzt. Dieser ist eine Emporenbasilika mit flachgedecktem Mittelschiff. Die Seitenschiffe sind kreuzgratgewölbt. Der Westturm wurde am Anfang des 13. Jahrhunderts um zwei auf sechs Stockwerke erhöht. Ein Chor mit drei Apsiden wurde am Ende des 13. Jahrhunderts von einem an der Kölner Dombauhütte geschulten Meister im gotischen Stil errichtet. Um 1500 wurde das Mittelschiff durch Hochziehen der Obergadenwände auf gleiche Höhe mit dem Hauptchor gebracht; es wurde mit Sterngewölben gedeckt.
Die 1794–1810 als Lazarett und Magazin genutzte Kirche wurde in den Jahren 1864–1869 eingreifend restauriert. 1888 wurde eine Sakristei an der Südseite und Anbauten an den Seiten des Turms an Stelle der westlichen Enden der Seitenschiffe erbaut. In den Jahren 1897–1900 erfolgten Restaurierungsarbeiten unter anderem am Turm.
Nach schweren Schäden im Zweiten Weltkrieg wurden in den Jahren 1953–1960 die Seitenschiffe und Seitenchöre mit neuen Dächern versehen, die im 19. Jahrhundert angebrachten Giebel beseitigt, der Westturm verputzt und farbig gefasst. Bei weiteren Restaurierungen wurden in den 1980er Jahren auch Langhaus und Chor verputzt und farbig gefasst.

## Architektur

### Äußeres
Der mächtige Turm entstammt in den unteren Geschossen dem Ende des 12. Jahrhunderts. Das Erdgeschoss wird durch ein großes Rundbogenportal in einer Rechteckblende erschlossen. In den darüberliegenden Geschossen wird die Architektur reicher und kleinteiliger, im fünften, dem ursprünglichen Glockengeschoss, treten Kleeblattbögen und ein Zickzackfries auf. Das darüberliegende heutige Glockengeschoss aus der Zeit um 1220 ist mit zwei großen gekuppelten Schallöffnungen versehen und wird durch einen schiefergedeckten Pyramidenhelm abgeschlossen.
Das Mittelschiff und der hochgotische Hauptchor sind unter einem Dach vereinigt. Der Obergaden und das südliche Seitenschiff sind mit zweiteiligen Maßwerkfenstern ausgestattet; nur im nördlichen Seitenschiff sind noch romanische Rundbogenfenster erhalten. Vor dem mittleren Joch liegt die romanische Vorhalle, deren Rundbogenportal heute vermauert ist und in deren Obergeschoss ein Kapellenraum liegt. Daran schließen sich östlich die Sakristei von 1888 und 1948 mit der Schatzkammer im Obergeschoss an.
Der dreiteilige Chor mit Fünfachtelschluss am zweijochigen Hauptchor und den beiden einjochigen Nebenchören ist in seinen Detailformen stark vom Kölner Domchor beeinflusst. Die drei Apsiden sind einheitlich durch abgetreppte Strebepfeiler mit Fialenbekrönung gegliedert und zeigen schlanke, zweibahnige Maßwerkfenster über einem umlaufenden Kaffgesims. Sie sind am Hauptchor mit Wasserspeiern ausgestattet, die 1985 durch Kopien in Basaltlava ersetzt wurden. Die Wasserspeier der Nebenchöre sind nicht erhalten.

### Inneres
Das Langhaus ist mit spätgotischen Sterngewölben in gleicher Höhe wie der Hauptchor eingewölbt. Im südlichen Seitenschiff und in den Emporen sind gotische Kreuzrippengewölbe verwendet. Von der ursprünglichen dreischiffigen spätromanischen Emporenbasilika, die im Mittelschiff und in den Emporen flachgedeckt war, sind im heutigen Bau nur noch die Hälfte der Mittelschiffshöhe und das kreuzgratgewölbte nördliche Seitenschiff mit der ehemaligen Vorhalle erhalten. Die romanischen Emporenöffnungen mit dreifacher Bogenstellung in einer Rundbogenblende sind nur noch im Westjoch des Langhauses erhalten, die Zwischenstützen wurden spätgotisch erneuert. Diese Emporenbasilika ist ein Nachfolgebau von St. Ursula in Köln und hat für die Kirche in Morsbach als Vorbild gewirkt.
Der Chorbau ist mit tief ansetzenden Gewölberippen und segelartig steilen Gewölbekappen eingewölbt. Die Bauplastik der fein gearbeiteten Kapitelle steht derjenigen des Kölner Doms sehr nahe. An den westlichen Gewölbediensten im Nordchor ist an Laubwerkfriesen ein ursprünglich beabsichtigter Umbau des Seitenschiffs zu erkennen. Die an den Hauptchor angrenzenden Seitenwände der Nebenchöre sind mit Blendmaßwerk versehen, das dem Maßwerk der anderen Fenster genau entspricht. Im Südchor wurde eine aus der Bauzeit des Chores stammende, ornamentale Wandmalerei freigelegt, die offensichtlich das Muster der damals vorhandenen Glasgemälde wiederholt. Die heutigen Glasgemälde wurden 1958/59 von Willy Weyres entworfen.

## Ausstattung
Das Hauptstück der Ausstattung ist der Hochaltar mit monolither romanischer Altarplatte, einem geschnitzten Antependium des 18. Jahrhunderts aus dem Kloster Heisterbach und einem neugotischen Schnitzaltarschrein von 1904.
Von der älteren Ausstattung ist weiter ein zylindrischer Taufstein aus dem frühen 13. Jahrhundert mit Kreuzen in Spitzbogenblenden zu erwähnen.
Eine Madonnenfigur aus Nussbaumholz aus der Zeit um 1380 besitzt noch die originale Fassung und ist von der sogenannten Friesentormadonna im Schnütgen-Museum in Köln beeinflusst. An den Arkadenpfeilern sind sechs spätgotische Apostelstatuen aus der Zeit zwischen 1508 und 1512 aufgestellt, die von Meister Tilman geschaffen wurden. Am nördlichen Chorpfeiler steht eine Muttergottes aus Lindenholz aus der Zeit um 1640/50 mit einer erneuerten Fassung, die Jeremias Geisselbrunn zugeschrieben wird.

### Orgel
Die Orgel wurde 1990 von der Orgelbaufirma Klais (Bonn) erbaut, unter Wiederverwendung des Prospektes, Spieltisches und eines Großteils des Pfeifenmaterials der Vorgängerorgeln aus den Jahren 1894 und 1930; die Vorgängerorgeln stammten ebenfalls von der Orgelbaufirma Klais. Im Jahre 1995 wurde die Orgel um ein Echowerk mit 7 Registern erweitert; das Echowerk ist schwellbar und lässt sich frei an jedes Manualwerk und an das Pedalwerk ankoppeln. Das Schleifladen-Instrument hat 46 Register (3083 Pfeifen) auf drei Manualwerken und Pedal und weist in seiner Disposition insbesondere Elemente des romantischen Orgelbaus des ausgehenden 19. Jahrhunderts, als auch Elemente der Orgelbewegung (um 1930) auf. Die Spiel- und Registertrakturen sind elektrisch.
| I Rückpositiv C–g3 |       |
| Holzgdackt         | 8′    |
| Quintadena         | 8′    |
| Praestant          | 4′    |
| Rohrflöte          | 4′    |
| Gemshorn           | 2′    |
| Quinte             | 1 ⁄3′ |
| Sesquialter II     | 2 ⁄3′ |
| Scharff IV         | 1′    |
| Krummhorn          | 8′    |
| Tremulant          |       |

| II Hauptwerk C–g3 |       |
| Bordun            | 16′   |
| Principal         | 8′    |
| Flaut major       | 8′    |
| Viol di Gamba     | 8′    |
| Octave            | 4′    |
| Flaut amabile     | 4′    |
| Quinte            | 2 ⁄3′ |
| Superoctave       | 2′    |
| Mixtur V          | 2′    |
| Cornett V         | 8′    |
| Trompete          | 8′    |

| III Schwellwerk C–g3 |       |
| Geigenprincipal      | 8′    |
| Gedackt              | 8′    |
| Salicional           | 8′    |
| Vox coelestis        | 8′    |
| Fugara               | 4′    |
| Zartflöte            | 4′    |
| Piccolo              | 2′    |
| Progressiv II-III    | 2 ⁄3′ |
| Oboe                 | 8′    |
| Solotrompete         | 4′    |
| Tremulant            |       |

| Echowerk C–g3    |        |
| Lieblich Gedackt | 8′     |
| Blockflöte       | 4′     |
| Gemsquinte       | 2 ⁄3′  |
| Principal        | 2′     |
| Terz             | 1 3⁄5′ |
| Octave           | 1′     |
| Vox humana       | 8′     |
| Tremulant        |        |

| Pedal C–g1          |       |
| Principalbass       | 16′   |
| Octavbass           | 8′    |
| Choralbass          | 4′    |
| Rauschpfeife III-IV | 2 ⁄3′ |

| Auxiliar-Pedal C–g1 |         |
| Subbass             | 16′     |
| Quintbass           | 10 2⁄3′ |
| Violoncello         | 8′      |
| Posaune             | 16′     |
| Basstrompete        | 8′      |
| Cymbelstern         |         |

### Kirchenschatz
Die wichtigsten Stücke sind 1812 aus dem Besitz der Abtei Siegburg an die Pfarrgemeinde gelangt. Darunter sind der Annoschrein, die sogenannte Annokrümme aus dem 11. Jahrhundert eines Bischofsstabs in Goldblechfassung und ein Konsekrationskamm des heiligen Anno, aus Elfenbein, aus der 2. Hälfte des 12. Jahrhunderts.
Der Tragaltar des heiligen Mauritius aus der Zeit um 1160 stammt aus der Werkstatt des Eilbertus von Köln. Er besteht aus einem Eichenholzkasten mit vergoldetem und emailliertem Kupfer, der auf Drachenfüßen aus Bronze steht. An den Wänden sind Standfiguren der Propheten angeordnet. Auf der Deckplatte um den Altarstein aus Porphyr sind die zwölf Apostel, eine als Trinitas bezeichnete Kreuzigung, Noli me tangere, die Frauen am Grab und die Himmelfahrt dargestellt.
Der Gregorius-Tragaltar vom Ende des 12. Jahrhunderts ist das Hauptwerk des Meisters des Gregorius-Tragaltars, der stilistisch im Maastal eingeordnet wird. Der Altar besteht wie der Mauritius-Tragaltar aus einem Kasten aus Eichenholz mit vergoldetem und emailliertem Kupfer auf Drachenfüßen.
Ein niedersächsisches Werk vom Ende des 12. Jahrhunderts ist der Reliquienkasten des heiligen Andreas. Er zeigt einen wild bewegten Figurenstil, der auf maasländische Handschriften zurückgeführt wird und stark farbige Schmelzen.
Die Schreine der Heiligen Innocentius und Mauritius und des heiligen Benignus aus der Zeit um 1180/1190 wurden unter dem Einfluss des Annoschreins in einer Kölner Werkstatt geschaffen. Diese beiden Schreine sind in Hausform mit vergoldetem und emailliertem Kupferblech beschlagen. Der Figurenschmuck ging verloren. Die Giebelseiten sind durch Kleeblattbögen, die Langseiten durch Säulen oder Rundbogenarkaden gegliedert. Die Dachflächen sind durch Leisten in Felder unterteilt, die bronzenen Kämme mit Knäufen aus Bergkristall verziert. An beiden Schreinen wurden ältere Teile wiederverwendet.
Der Schrein des Heiligen Honoratus vom Ende des 12. Jahrhunderts in Hausform mit Quergiebeln ist mit vergoldetem Kupfer- und Silberblech beschlagen. Vom Figurenschmuck sind fünf thronende Apostel an den Langseiten, die Halbfigur Christi im Quergiebelfeld und die Dachreliefs mit Verkündigung, Geburt, Kreuzigung und Auferstehung erhalten. Er wird als „ziemlich derbes Werk, in dem die klassische Kunst des Nikolaus von Verdun nur noch schwach anklingt“, bewertet.
Der Schrein des heiligen Apollinaris wurde 1446 von Hermann von Aldendorp geschaffen. Dieser vollständig mit vergoldetem Kupferblech verkleidete Schrein ist im Typus den romanischen Schreinen ähnlich, zeigt aber eine malerische Verzierung aus kleinteilig ornamentierten Flächen mit Lilie und Doppeladler. Die Figuren und Bekrönungen der Spitzbogenfelder sind nicht erhalten.

## Sekundärliteratur (chronologisch)
- Maria Geimer: Zur Baugeschichte der Stadtkirche St. Servatius und anderer Kirchbauten in Siegburg. In: Robert Haaß (Hrsg.): Zur Geschichte und Kunst im Erzbistum Köln. Festschrift für Wilhelm Neuss. Schwann, Düsseldorf 1960, S. 332–362.
- Frank Günter Zehnder: Der Schatz der Pfarrkirche St. Servatius in Siegburg. In: Heimatbuch der Stadt Siegburg 2 (1967), S. 383–471.
- Renate Jaques, Ruth Wencker: Die Textilien im Besitz der Schatzkammer der Kirche St. Servatius in Siegburg. In: Heimatbuch der Stadt Siegburg 2 (1967), S. 474–527.
- Gabriel Busch (Hrsg.): St. Servatius und der Michaelsberg (= Das ehemalige Dekanat Siegburg, Bd. 3). Verlag Abtei Michaelsberg, Siegburg 1987.
- Irmingard Achter: Gotische Wandmalereien in St. Servatius. Siegburg. In: Denkmalpflege im Rheinland 5 (1988), S. 9–11.
- Adolf Fichter: Geschichte der Orgeln der Siegburger St. Servatiuskirche. Siegburg 1988.
- Peter Jurgilewitsch, Wolfgang Pütz-Liebenow: Die Geschichte der Orgel in Bonn und im Rhein-Sieg-Kreis, Bouvier Verlag, Bonn 1990, S. 479–482, ISBN 3-416-80606-9.
- Mauritius Mittler: Betrachtungen, Studien und Untersuchungen zum Siegburger Kirchenschatz. Siegburg 1991.
- Angelika Polzin: Die Pfarrkirche St. Servatius in Siegburg (= Rheinische Kunststätten, Bd. 363). Neuss 1991.
- Georg Dehio: Handbuch der Deutschen Kunstdenkmäler. Nordrhein-Westfalen I. Rheinland. Deutscher Kunstverlag, München / Berlin 2005, S. 1096–1099, ISBN 3-422-03093-X.
- Stefanie Kemp: Die Schatzkammer St. Servatius. 3. Auflage. Siegburg 2017.